# Куртад, Пьер
Пьер Курта́д (фр. Pierre Courtade; 3 января 1915, Баньер-де-Бигор, департамент Верхние Пиренеи — 14 мая 1963, Париж) — французский журналист и писатель.
Член Французской компартии (вступил в годы 2-й мировой войны), член ЦК с 1954 года.
Участник Движения Сопротивления во Франции.

## Книги
- «Джимми» (1951)
- «Чёрная река» (1953)
- «Красная площадь» (1961)